# Karl August Rudolf Rüder
Karl August Rudolf Rüder (* 31. Mai 1852 in Leipzig; † 14. März 1912 in Roßwein) war ein deutscher konservativer Politiker.
Rüder besuchte das Thomasgymnasium und studierte an der Universität der Stadt Rechtswissenschaften. 1872 wurde er Mitglied des Corps Saxonia Leipzig. Ferner arbeitete er als Richter in Schmölln. Von 1882 bis 1887 amtierte er als Bürgermeister von Ehrenfriedersdorf, anschließend bis 1912 als Bürgermeister von Roßwein. Als Vertreter des 7. städtischen Wahlkreises gehörte er für den Konservativen Landesverein von 1893 bis 1908 der II. Kammer des Sächsischen Landtags an. Dabei fungierte er ab 1897 als erster Sekretär der Kammer.
Für sein Wirken wurde er mit dem Ritterkreuz I. Klasse des Albrechtsordens geehrt.
Er war unter anderem Mitglied im Deutschen Flottenverein und im örtlichen Schützenverein.
Er wurde im Rüderschen Erbbegräbnis in der VII. Abteilung des Neuen Johannisfriedhofes beerdigt.